# Sufentanil
Il Sufentanil è un oppioide sintetico utilizzato come analgesico. È tra le 5 e le 10 volte più potente del Fentanyl (questo lo rende perciò tra le 500 e le 1000 volte più potente della morfina).
È indicato per l'induzione e il mantenimento dell'anestesia generale, la neuroleptoanalgesia e l'analgesia epidurale. In Italia è commercializzato con il nome di Disufen dalla società farmaceutica Angelini, nella forma di fiale da 5 mL contenenti 250 µg di sufentanil. Fu sintetizzato per la prima volta dalla Janssen Pharmaceutica nel 1974. Il farmaco è commercializzato in Italia anche come medicinale equivalente.

## Farmacocinetica
Dopo somministrazione per via endovenosa, Sufentanil si distribuisce nei vari tessuti dell'organismo. L'emivita di eliminazione si aggira intorno ai 164 minuti. Il farmaco è metabolizzato principalmente a livello dell'intestino e del fegato. Sufentanil è biotrasformato sostanzialmente per opera del citocromo umano P450 CYP3A4. Approssimativamente l'80% di una singola dose viene escreta entro 24 ore e solo il 2% circa è eliminato in forma immodificata. Il legame di Sufentanil con le proteine plasmatiche è circa del 92,5% (da studi sperimentali varia dal 91% nelle madri, al 79% nei neonati, al 93% nei maschi in buona salute.
Nel topo la DL50 dopo somministrazione per via endovenosa è pari a 18,7 mg/kg.

## Farmacodinamica
Sufentanil è un analgesico oppiaceo estremamente potente (da 5 a 10 volte più potente del Fentanyl). Il farmaco agisce sui recettori morfinici mu e produce il tipico spettro di effetti degli oppioidi, ed è caratterizzato da un rapido onset (inizio d'azione), quando viene somministrato per via endovenosa.
Altrettanto rapida è anche la durata d'azione, più breve se paragonata a quella del Fentanyl, soprattutto in conseguenza della rapida eliminazione dai siti di deposito e della scarsa tendenza all'accumulo.
La somministrazione endovenosa di Sufentanil non determina rilascio di istamina e tutte le azioni farmacologiche della molecola possono essere bloccate dall'impiego dell'antagonista specifico, naloxone.

## Usi clinici
L'utilizzo principale di questo farmaco è nei reparti operatori e nelle cure critiche dove viene richiesto sollievo dal dolore per un breve periodo di tempo. Sufentanil offre proprietà sedative e questo lo rende un buon componente analgesico dell'anestesia durante un'operazione chirurgica. Viene usualmente somministrato sotto controllo medico per via endovenosa, intratecale ed epidurale.
Sufentanil è stato recentemente impiegato, ed è tuttora in fase di studio, nell'emergenza territoriale. Anche ai bassi dosaggi utilizzati nell'analgesia preospedaliera il farmaco può determinare uno stato di leggera euforia e senso di benessere.
In alcuni paesi il Sufentanil è indicato solo per utilizzo epidurale.
Sufentanil presenta un discreto assorbimento anche per via transdermica. Un cerotto transdermico contenente Sufentanil chiamato "TRANSDUR-Sufentanil" è attualmente alla Fase III dei test clinici presso la ENDO Pharmaceuticals. L'utilizzo prefissato del cerotto è quello di analgesico a lunga emivita nei pazienti che soffrono di dolore cronico.
Il farmaco causa una significativa diminuzione della respirazione e può causare arresto respiratorio se somministrato troppo rapidamente o in dosaggio troppo elevato. Possono presentarsi altri effetti collaterali tipici degli oppioidi quali irregolarità del ritmo cardiaco, sbalzi di pressione sanguigna e nausea/vomito.
Sufentanil è controindicato nei soggetti con ipersensibilità nota al principio attivo, ad altri oppioidi oppure a uno qualsiasi degli eccipienti della formulazione farmaceutica.
Nei pazienti con alterazioni della funzione renale o epatica Sufentanil deve essere somministrato con estrema cautela, in considerazione dell'importanza di questi organi nel metabolismo e nell'escrezione del farmaco.
Il farmaco è controindicato nelle donne che allattano al seno.
L'effetto certamente più grave determinato dalla somministrazione endovenosa o epidurale di Sufentanil è la depressione respiratoria. È possibile un sovradosaggio accidentale anche in corso di anestesia e sedazione. Di fronte a questa evenienza si deve somministrare per via endovenosa un oppioide antagonista come il naloxone.
La durata della depressione respiratoria da Sufentanil può essere superiore alla durata d'azione del naloxone, che pertanto va somministrato in dosi ripetute assieme alla somministrazione di ossigeno e alla ventilazione assistita o controllata. Se la depressione respiratoria si accompagna a rigidità muscolare, necessaria la somministrazione di un farmaco miorilassante per agevolare l'esecuzione della respirazione assistita o controllata.

## Uso improprio
Sebbene raramente, il Sufentanil è presente a volte nel mercato nero. Il suo potere superiore al Fentanyl lo rende un prodotto più attraente, per i chimici clandestini e per i tossicomani. Negli Stati Uniti viene solitamente venduto sotto forma di polvere, spesso combinato con cocaina (creando così una speedball); viene iniettato ma può anche essere inalato.

## Nuovi sviluppi
È in corso una sperimentazione in fase avanzata sull'uomo che riguarda una formulazione TDS (transdermica) di Sufentanil. Questa formulazione vanterebbe 7 giorni di copertura analgesica invece dei 3 giorni del Fentanyl TDS. La formulazione è dei laboratori Labtec GmbH e trova impiego nel dolore cronico da moderato a severo.